# Division I 1980-1981 (pallacanestro maschile)
La Division I 1980-1981 è stata la 49ª edizione del massimo campionato belga di pallacanestro maschile. La vittoria finale è stata appannaggio dell'Ostenda.

## Risultati

### Stagione regolare
|     | Squadra          | G  | V  | P  | PF | PS | Pt. | Qualificazione |
| --- | ---------------- | -- | -- | -- | -- | -- | --- | -------------- |
| 1.  | Ostenda          | 24 | 18 | 6  |    |    | 36  | playoff        |
| 2.  | Racing Mechelen  | 24 | 17 | 7  |    |    | 34  | playoff        |
| 3.  | Eveil Monceau    | 24 | 16 | 8  |    |    | 32  | playoff        |
| 4.  | Royal Anderlecht | 24 | 14 | 10 |    |    | 28  | playoff        |
| 5.  | CEP Fleurus      | 24 | 14 | 10 |    |    | 28  |                |
| 6.  | SFX Verviers     | 24 | 14 | 10 |    |    | 28  |                |
| 7.  | Hellas Gent      | 24 | 12 | 12 |    |    | 24  |                |
| 8.  | Standard Liegi   | 24 | 12 | 12 |    |    | 24  |                |
| 9.  | Sobabee          | 24 | 11 | 13 |    |    | 22  |                |
| 10. | Sint-Truiden     | 24 | 9  | 15 |    |    | 18  |                |
| 11. | Aarschot         | 24 | 8  | 16 |    |    | 16  |                |
| 12. | Avanti Brugge    | 24 | 6  | 18 |    |    | 12  |                |
| 13. | Tongeren         | 24 | 5  | 24 |    |    | 10  | retrocesso     |

### Playoff
|  | Semifinali | Semifinali       | Semifinali |                 |    | Finale  | Finale | Finale |  |
|  |            |                  |            |                 |    |         |        |        |  |
|  | 1.         | Ostenda          | 2          |                 |    |         |        |        |  |
|  | 1.         | Ostenda          | 2          |                 |    |         |        |        |  |
|  | 4.         | Royal Anderlecht | 1          |                 |    |         |        |        |  |
|  | 4.         | Royal Anderlecht | 1          |                 | 1. | Ostenda | 3      |        |  |
|  |            |                  |            |                 | 1. | Ostenda | 3      |        |  |
|  |            |                  | 2.         | Racing Mechelen | 2  |         |        |        |  |
|  | 2.         | Racing Mechelen  | 2.         | Racing Mechelen | 2  | 2       |        |        |  |
|  | 2.         | Racing Mechelen  |            |                 |    |         |        |        |  |
|  | 3.         | Eveil Monceau    | 1          |                 |    |         |        |        |  |

| Division I 1980-1981 |
| -------------------- |
| Ostenda 1º titolo    |

## Formazione vincitrice
| N° | Naz.              | Ruolo | Sportivo   |  | Alt. |  |
| -- | ----------------- | ----- | ---------- |  | ---- |  |
|    | Belgio (bandiera) | A     | Rik Samaey |  | 202  |  |